# Verrens-Arvey
Verrens-Arvey è un comune francese di 804 abitanti situato nel dipartimento della Savoia della regione dell'Alvernia-Rodano-Alpi.

## Società

### Evoluzione demografica
Abitanti censiti